# Heteroclidus
Heteroclidus is een monotypisch geslacht van tweekleppigen uit de  familie van de Pandoridae.

## Soort
- Heteroclidus punctatus (Conrad, 1837)